# حملة التفجير والإحراق المتعمد التي شنتها ناشطات حق تصويت المرأة

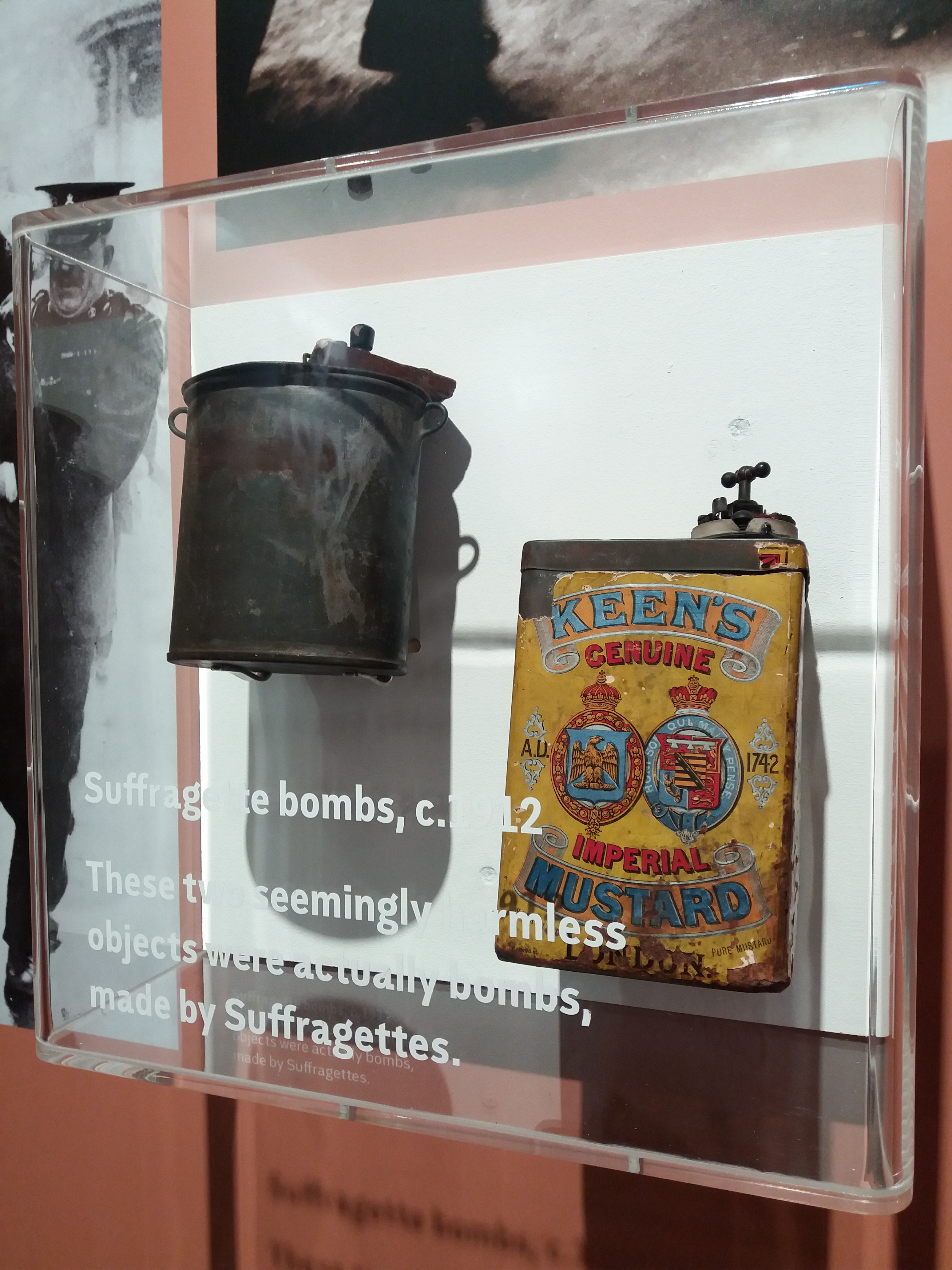
قنبلتان تابعتان لحركة المطالبة بحق المرأة في التصويت، تم إبطال مفعولهما قبل أن تنفجرا، معروضتان في متحف شرطة مدينة لندن - عام 2019

نظمت ناشطات حق تصويت المرأة في بريطانيا العظمى وأيرلندا حملة تفجير وإحراق ممتلكات متعمد بين عامي 1912 و1914. وقد حرض على الحملة الاتحاد الاجتماعي والسياسي للمرأة، وكانت جزءًا من حملتهم الأوسع من أجل حق المرأة في الاقتراع. قاد الحملة شخصيات قيادية في الاتحاد الاجتماعي والسياسي للمرأة مثل إيميلين بانكيرست، واستهدفت البنية التحتية والحكومة والكنائس وعامة الناس، وشهدت استخدام العبوات الناسفة، والحرق المتعمد، والرسائل المفخخة، ومحاولات الاغتيال وأشكال أخرى من العمل المباشر والعنف. قُتل ما لا يقل عن 5 أشخاص في مثل هذه الهجمات (بمن فيهم شخصية من حملة حق المرأة بالتصويت)، وأصيب 24 على الأقل (بمن فيهم شخصان من حملة حق المرأة بالتصويت). توقفت الحملة عند اندلاع الحرب في أغسطس 1914 دون أن تحقق هدفها في ضمان تصويت النساء، إذ تعهد المنادون بحق تصويت المرأة بإيقاف حملتهم لدعم المجهود الحربي في البلاد.
اعتُبرت الحملة حملةً إرهابية، إذ أشار كل من مناصري حق تصويت المرأة أنفسهم والسلطات إلى الحرق المتعمد والهجمات بالقنابل على أنها أعمال إرهابية. أشارت التقارير الصحفية المعاصرة أيضًا إلى الهجمات على أنها حوادث «إرهابية» في كل من المملكة المتحدة والولايات المتحدة، كما صنف عدد من المؤرخين الحملة على أنها تنطوي على أعمال إرهابية، مثل سي جي بيرمان وفيرن ريدل وراشيل موناغان والمؤرخة النسوية شيريل يورجينسن إيرب. إلا أن المؤرخ جون بورفيس اعترض علنًا على المصطلح وجادل بأن الحملة لم تتضمن أعمالًا إرهابية.

## خلفية
تشكلت العديد من مجتمعات حق التصويت في جميع أنحاء بريطانيا خلال العصر الفيكتوري، ونظمت جميعها الحملات من أجل حق المرأة في التصويت، وانخرط بعض الرجال المعينون القادرون على التصويت في الانتخابات البرلمانية في ذلك الوقت. ارتبط مصطلح «ناشطات حق التصويت» في السنوات التي سبقت الحرب العالمية الأولى بأعضاء الاتحاد الاجتماعي والسياسي للمرأة. تأسس الاتحاد في عام 1903 من قبل إيميلين بانكورست وبناتها، وكان الاتحاد على استعداد للقيام بأشكال من العمل المباشر لتحقيق حق المرأة في التصويت. وقد دل ذلك على تبني الاتحاد لشعار «أفعال لا أقوال».
اقتنع الاتحاد أنه وبعد عقود من الاحتجاج السلمي، بالحاجة إلى مزيد من الإجراءات الراديكالية لحمل الحكومة على الاستماع إلى الحملة من أجل حقوق المرأة. أصبحت أنشطة الاتحاد منذ عام 1905 متطرفة بشكل متزايد، وأصبح أعضاؤها مستعدين بشكل متزايد لخرق القانون، وإلحاق الضرر بالممتلكات والأشخاص.
داهم أنصار الاتحاد البرلمان، واعتدوا على السياسيين جسديًا وحطموا نوافذ المباني الحكومية. وقد هاجمت مناصرة لحق تصويت المرأة مرةً ونستون تشرشل بسوط حصان على المنصة في محطة سكة حديد بريستول. نشطت مجموعات متشددة أخرى معنية بحق تصويت المرأة، إذ هاجمت رابطة الحرية النسائية صناديق الاقتراع في انتخابات عام 1909 في برموندسي بالأسيد، مما أدى إلى تعمية المأمور في إحدى عينيه والتسبب في حروق شديدة في عنق العميل الليبرالي.
توجه الاتحاد الاجتماعي والسياسي للمرأة قبل عام 1911 إلى استخدام العنف بشكل متفرق، وكان موجهًا بشكل حصري تقريبًا إلى الحكومة وموظفيها المدنيين. شنت إيميلي دافيسون عدة هجمات فردية في لندن في ديسمبر 1911، لكن هذه الهجمات لم تكن شائعة في ذلك الوقت، واشتُهرت عند مقتلها بسبب حصان الملك خلال ديربي أبسوم عام 1913. حاولت دافيسون في 8 ديسمبر 1911 إشعال النار في مكتب البريد المزدحم في شارع فليت بوضع قطعة قماش محترقة مبللة بالكيروسين في مظروف ورميها في المبنى، لكن الحريق المقصود لم ينتشر. وبعد ستة أيام، أشعلت دافيسون النار في صندوقين بريديين في مدينة لندن، قبل أن تحاول مرة أخرى إشعال النار في مكتب بريد في شارع البرلمان، لكنها اعتُقلت أثناء ذلك وسُجنت.
وجّه ناشطو حق تصويت المرأة بعد عام 1911 أعمالهم العنيفة نحو المصالح التجارية ومن ثم عامة الناس، وقد شجعت قيادة الاتحاد هذه الأعمال. لعبت ابنة قائدة الاتحاد كريستابيل بانكورست، دورًا نشطًا في التخطيط لما وصفته بنفسها «عهد الإرهاب». صرحت إيميلين بانكورست أن الهدف من الحملة هو «جعل إنجلترا وكل جزء من أجزاء الحياة الإنجليزية غير آمن وغير مأمون».

## الحملة

### بداية الحملة
شكلت خمس حوادث خطيرة في يونيو ويوليو 1912 بداية الحملة جديًا: إذ هوجمت منازل ثلاثة وزراء مناهضين لحق تصويت المرأة في الحكومة، وزُرعت قنبلة قوية في مكتب وزير الداخلية، وأُضرمت النيران في المسرح الملكي في دبلن، وحصل تفجير أثناء حضور الجمهور عرضًا. وكانت من أخطر الهجمات التي شنها مناصرو حق تصويت المرأة، الهجوم على المسرح الملكي من قبل ماري لي، وغلاديس إيفانز، وليزي بيكر ومابيل كابر، اللواتي حاولن إضرام النار في المبنى خلال حفل غداء مزدحم حضره رئيس الوزراء إتش إتش أسكويث. تُركت علبة من البارود بالقرب من المسرح وألقيت أعواد مشتعلة وبنزين في حجرة العرض التي كانت تحتوي على بكرات أفلام شديدة الاحتراق. وقد حاولت ماري في وقت سابق من ذات اليوم رمي بُليطة باتجاه أسكويث، وكادت تصيبه، وبدلًا من ذلك قطعت أذن النائب الأيرلندي جون ريدموند. وُجّه إلى ناشطات حق تصوت المرأة الأربع اللواتي نفذن الهجوم على المسرح الملكي، تهم بارتكاب جرائم من المحتمل أن تعرض الحياة للخطر.
استمرت هجمات الحرق المتعمد حتى نهاية عام 1912. وفي 25 أكتوبر، أشعل هيو فرانكلين النار في عربة القطار أثناء اقترابها من محطة هارو. قُبض عليه فيما بعد ووجهت إليه تهمة تعريض سلامة الركاب للخطر. فُخخت صناديق البريد في جميع أنحاء بريطانيا العظمى في 28 نوفمبر، مما أدى إلى بداية حملة تخريب لصناديق الأعمدة لمدة 5 أيام، مع سكب مواد كيميائية خطيرة في بعض الصناديق. وفي تلك الأثناء، احترقت العديد من الرسائل خلال توصيلها في مكاتب البريد، كما وُضع كل من البرافين والأعواد المشتعلة في صناديق الأعمدة.
اعتدت إيميلي دافيسون في 29 نوفمبر على أحد المارة بالسوط في محطة سكة حديد أبردين، لأنها اعتقدت أنه السياسي ديفيد لويد جورج متنكرًا. وفي 17 ديسمبر، رُبطت إشارات السكك الحديدية في بوترز بار معًا وعطلها ناشطو وناشطات حق تصويت المرأة، لتهديد رحلات القطار.
انتقد بعض أعضاء الاتحاد العدد المتزايد من هجمات الحرق المتعمد وأعمال الضرر الإجرامي، وفي أكتوبر 1912، طُرد كل من إيميلين بيتيك لورانس وفريدريك بيتيك لورانس المؤيدان منذ فترة طويلة لقضية حق التصويت من الاتحاد، بسبب إبداء اعتراضهما على مثل هذه الأنشطة. وبحلول نهاية العام، كان 240 شخصًا قد سُجنوا بسبب أنشطة متطرفة تتعلق بحق المرأة في التصويت.
أنشأت كريستابيل بانكهورست صحيفة أسبوعية جديدة في الاتحاد بذلك الوقت باسم ذا سافرجيت. بدأت الصحيفة في تخصيص صفحات مزدوجة لنشر تقارير عن الهجمات بالقنابل والحرق المتعمد التي كانت تحدث بشكل منتظم في جميع أنحاء البلاد. أصبحت تلك هي الطريقة التي تبنت بها المنظمة المسؤولية عن كل هجوم. كما بدأت الصحافة المستقلة في نشر تقارير أسبوعية عن الهجمات، إذ نشرت بعض الصحف مثل مجلة غلوستر وليفربول إيكو أعمدة مخصصة عن أحدث «الاعتداءات».